# Akim Orinel
Mickaël Akim Orinel (* 27. Juli 1986 in Arles) ist ein französischer Fußballspieler algerischer Herkunft.

## Karriere
Orinel rückte 2004 in die Reservemannschaft der AS Saint-Étienne auf und wurde dort in der Saison 2005/06 zwar regelmäßig eingesetzt, wechselte an deren Ende aber zum Viertligisten US Orléans, weil bei Saint-Étienne keine Perspektive auf die Erstligamannschaft bestand. Bei Orléans war er hingegen Stammspieler, bis er 2008 von der ebenfalls viertklassigen ES Fréjus verpflichtet wurde, die seit 2009 den Namen ES Fréjus trägt. Im Jahr der Umbenennung schaffte Orinel mit dem Team den Sprung in die dritte Liga, wo er Stammspieler blieb. Nach einer starken Spielzeit 2010/11 wurde der algerischstämmige Spieler 2011 vom Zweitligisten LB Châteauroux verpflichtet und unterschrieb einen Zwei-Jahres-Vertrag. Kurz nach seinem 25. Geburtstag gelang ihm am 29. Juli 2011 sein Zweitliga- und damit sein Profidebüt, als er beim 1:1 gegen EA Guingamp am ersten Spieltag von Beginn an auf dem Platz stand. Fortan lief er regelmäßig für Châteauroux auf, auch wenn er kein unumstrittener Stammspieler war. Im Dezember 2012 legte ihm der Verein ein Angebot zur Verlängerung des im Juni 2013 auslaufenden Vertrags vor, das der Spieler jedoch ablehnte.